# 돌비 애트모스

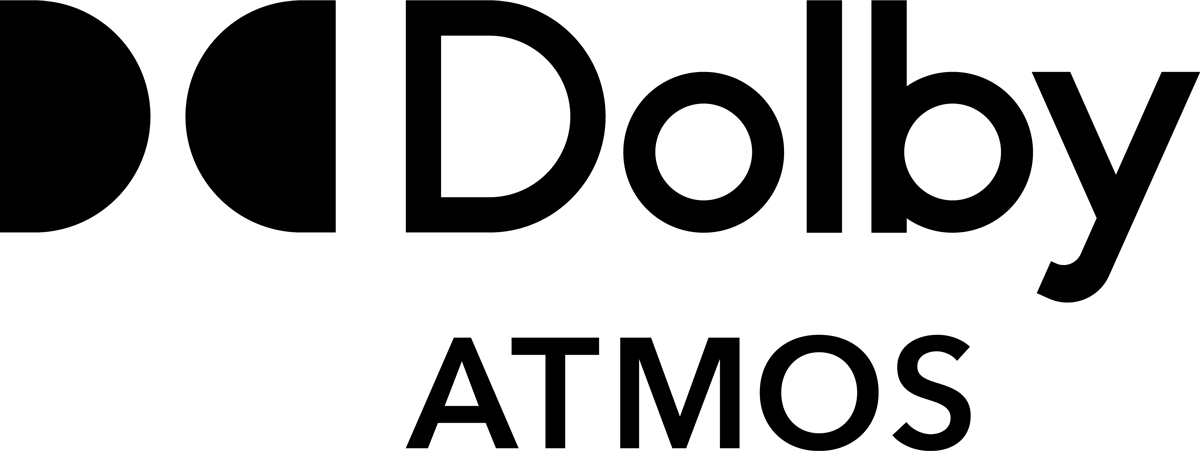
로고

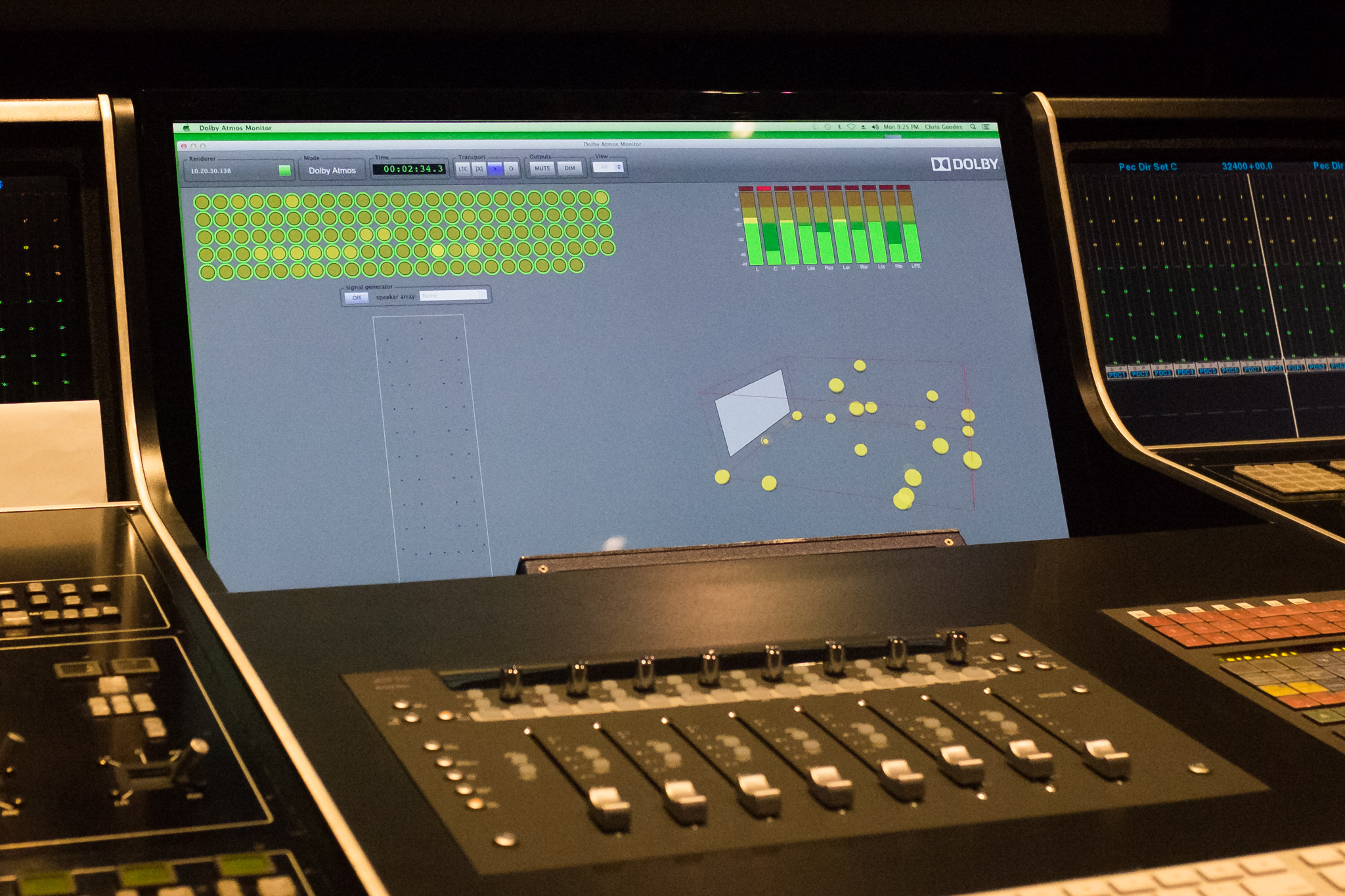
오스트레일리아 멜버른의 사운드펌(SoundFirm)의 돌비 애트모스 모니터.

돌비 애트모스(Dolby Atmos)는 돌비 연구소가 개발한 객체기반 3D 서라운드 사운드 기술이다. 2012년 영화 《메리다와 마법의 숲》에서 처음으로 선보였다.

## 역사
돌비 애트모스의 최초의 설치는 2012년 6월 미국 캘리포니아주 할리우드 돌비 시어터에서 《메리다와 마법의 숲》을 처음 시연하게 되면서 시작되었다. 2012년 중에 전 세계 약 25곳에 한정 개봉되었으며 2013년에 300곳으로 확대되었다. 2015년 2월에는 2,100곳 이상으로 증가되었다. 돌비 애트모스는 홈시어터 포맷에도 적용되었으며 돌비 시네마의 오디오 구성 요소이기도 하다.
R.E.M.의 1992년 음반 Automatic for the People은 2017년 음반의 25주년을 기념하여 돌비 애트모스 사용을 위해 돌비 애트모스로 리믹스한 최초의 주요 음악 릴리스이다.
마이크로소프트는 2017년부터 엑스박스 원과 윈도우 10에서 헤드셋 또는 홈시어터용 돌비 애트모스를 사용할 수 있게 했다. 이것을 이용해서, 게임을 더욱 실감난 음향으로 즐길 수 있다.

## 같이 보기
- 오리얼 반도체
- MPEG-H 3D 오디오
- 사운드 블라스터 X-Fi
- 환경 음향 확장